# Motocrossmaskine
 Ikke at forveksle med All-terrain vehicle.
En motocrossmaskine eller crosser er et tohjulet køretøj drevet af en motor, en speciel udgave af en motorcykel. Det kan fås i forskellige størrelser bl.a. en miniudgave kaldet minicrosser. Nogle er fremstillet til at køre motocross på og andre er beregnede til stunt.
| Stub | Spire Denne motorcykel, scooter eller knallert relaterede artikel er en spire som bør udbygges. Du er velkommen til at hjælpe Wikipedia ved at udvide den. |